# 16648 Hossi
16648 Hossi è un asteroide della fascia principale. Scoperto nel 1993, presenta un'orbita caratterizzata da un semiasse maggiore pari a 2,313527 UA e da un'eccentricità di 0,107364, inclinata di 4,300198° rispetto all'eclittica.